# 沃特福德 (密西西比州)
沃特福德（英語：Waterford）是位於美國密西西比州馬歇爾縣的普查規定居民點。

## 人口
根據2020年美國人口普查的數據，沃特福德的面積為2.52平方千米，皆為陸地。當地共有人口112人，而人口密度為每平方千米44.44人。